# Pitcairnia recurvata
Pitcairnia recurvata là một loài thực vật có hoa trong họ Bromeliaceae. Loài này được (Scheidw.) K.Koch miêu tả khoa học đầu tiên năm 1857.